# World Vision International
World Vision International ist eine internationale evangelikale Hilfsorganisation und assoziiertes Mitglied der Weltweiten Evangelischen Allianz. Sie ist eine der weltweit größten Entwicklungshilfeorganisationen und die größte christliche Nichtregierungsorganisation.
Die Schwerpunkte der Organisation liegen in der Entwicklungszusammenarbeit, in der humanitären Hilfe sowie in der entwicklungspolitischen Lobby- und Bildungsarbeit. World Vision International unterstützt die christliche Mission und widmet sich sozialen Verbesserungen. Das Spendenaufkommen betrug 2008 rund 2,6 Milliarden US-Dollar. Das bekannteste Finanzierungsinstrument sind Kinderpatenschaften.
World Vision International hat ihren Sitz in den Vereinigten Staaten. Die Organisation ist in 48 verschiedene, stark zentral gesteuerte Länderbüros unterteilt, die die World Vision-Projekte betreiben. World Vision hat einen beratenden Status bei der UNESCO und Partnerschaften mit UN-Organisationen wie UNICEF, WHO, UNHCR und der ILO.
In den USA kommt es häufig zu einer Zusammenarbeit mit Entwicklungshilfeprogrammen der Regierung.

## Christliches Leitbild

### Bewertung in der Fachliteratur
Nach Steve Brouwer, Paul Gifford und Susan D. Rose ist World Vision International eine evangelikale Hilfsorganisation, die sich auf die Lieferung von medizinischer Versorgung und Nahrung für Arme, häufig in Zusammenarbeit mit Entwicklungshilfeprogrammen der US-Regierung, konzentriert. Die Organisation habe sich stärker langfristigen sozialen Verbesserungen verschrieben als andere Evangelisation betreibende Organisationen; eine „aggressive Christianisierung“ der Welt mittels „charismatischer Theologie“ sei gleichwohl vorrangig („primacy of aggressively Christianizing the world with its charismatic theology“). Hierzu gebe sie sowohl logistische als auch finanzielle Unterstützung. World Vision International habe zur Verbreitung des Evangelikalismus in der zweiten Hälfte des 20. Jahrhunderts beigetragen. In den 1980er Jahren habe bei World Vision International unter der Leitung von Ted Engstrom eine Vermischung von Entwicklungshilfe mit USAID und missionarischen Aktivitäten stattgefunden.
Heinrich Schäfer rechnet die Organisation den Glaubensmissionen zu. Trotz des eigenen konservativen Hintergrundes war World Vision eine der ersten christlichen Hilfsorganisationen, die die neuen lateinamerikanischen Theologen in ihren Forderungen nach größerer sozialer Mitverantwortung unterstützte.
Fünf Prozent seiner Einnahmen reserviert World Vision International für religiöse Aktivitäten in Ländern, in denen Mission erlaubt ist.

### Selbstdarstellung
In der Declaration of Internationalization von 1978 wurde vom erweiterten internationalen Board von World Vision der theologische Rahmen, innerhalb dessen die Organisation zu arbeiten hat, mit einem „Statement of Faith“ entsprechend der damaligen Fassung der amerikanischen National Association of Evangelicals (NAE) festgelegt. Diese Festlegung wurde 1995 mit dem Covenant of Partnership nochmals bekräftigt, der von jedem Nationalbüro zu unterzeichnen ist und die Anerkennung dieses Statement of Faith verlangt.
World Vision hat für die globale Arbeit Grundwerte vereinbart, die das Handeln aller Mitarbeiter weltweit prägen sollen. Dieses christliche Leitbild enthält nach eigener Aussage sechs zentrale Eckpunkte, denen sich die Organisation und ihre Unterorganisationen verpflichtet fühlen. Die Leitgedanken sollen das zentrale Ziel von World Vision, Kindern in aller Welt zu einem besseren Leben zu verhelfen, unterstützen. Diese Eckpunkte sind: Christlich, den Armen verpflichtet, Menschen mit Wertschätzung begegnen, Sorgfältiger Umgang mit Finanzen, verlässliche Partnerschaft, Weltverantwortung. Den christlichen Glauben auszuleben bedeutet für World Vision International, „sich mit Armen, Benachteiligten, Leidenden, Machtlosen, Verfolgten, insbesondere mit Kindern und Not, zu identifizieren“.
Die Entwicklungshilfeorganisation betont ihre christliche Identität im Leitbild, sagt aber gleichzeitig, dass sie „großen Wert auf Sensibilität für den kulturellen Kontext der Länder, in denen ihre Mitarbeiter tätig sind“, legt. Bei Hilfsaktionen vor Ort arbeitet World Vision International nach eigenen Angaben mit lokalen Organisationen christlicher, säkularer und andersgläubiger Ausrichtung zusammen. In Afghanistan beispielsweise werde auch muslimisches Personal eingesetzt; die Tätigkeit von World Vision unterscheide sich dort nicht von anderen, nichtchristlichen Hilfsorganisationen. Für World Vision International bilden die wirtschaftliche Entwicklung in der Dritten Welt sowie die Verbreitung christlicher Werte eine Einheit.

## Geschichte
Die Gründung erfolgte im Jahr 1950 auf Initiative des Evangelisten und Pastors der Kirche des Nazareners, Robert Pierce. Dieser war in leitender Funktion für Youth for Christ in China und später in Korea tätig, wo er auf soziale und körperliche Nöte aufmerksam wurde. Zudem war er akkreditierter Kriegskorrespondent während des Koreakrieges. Der Name „World Vision“ leitet sich von den von Youth for Christ veranstalteten „World Vision Rallies“ ab.
Laut David Stoll hatte Youth for Christ die Hoffnung, in China den Widerstand gegen die kommunistische Entwicklung durch Förderung des christlichen Glaubens zu stärken. Nach seiner Rückkehr in die USA ermunterte Pierce unter dem Eindruck seiner Kriegserlebnisse Freunde, koreanische Waisenkinder mit einem monatlichen Beitrag zu unterstützen. Korea war das erste Land, in dem Hilfsprojekte gefördert wurden. Wie schon bei Youth for Christ war auch für World Vision, ursprünglich gegründet zur Unterstützung von Missionsorganisationen, ein wesentlicher Aspekt der christlichen Missionierung, dem
Kommunismus entgegenzuwirken. Besonders die Filme, die von World Vision bis Ende der 1960er Jahre als das Hauptmittel zum Marketing eingesetzt wurden, waren voll von Kalter-Kriegs-Rhetorik und antikommunistischen Inhalten. So wird zum Beispiel in Filmen wie „The red plague“ (1957) und „Cry in the Night“ (1958) behauptet, dass die Bekämpfung des Kommunismus wesentlich von Missionaren in der dritten Welt abhänge, da im Gegensatz zu „falschen Religionen“ wie Buddhismus, Hinduismus und Shintoismus, nur das wahre Christentum immun gegenüber dem Kommunismus sei, der als „godless religion spawned in hell“ dargestellt wird. Diese Filme trugen auch maßgeblich zur Begründung des evangelikalen „Social-Action“-Films bei, wurden von World Vision hauptsächlich vor einem evangelikalen Kirchenaudienz vorgeführt und trugen auch zur Politisierung dieser ursprünglich unpolitischen Gruppierung bei.
Mit der Zeit entstanden nationale „Unterstützungsbüros“: das erste in Korea (1954), danach in Kanada (1957) und Australien (1966). Ab 1962 trat neben die Arbeit mit Kindern auch humanitäre und Katastrophenhilfe (World Vision Relief Organization).
In der folgenden Dekade wuchs World Vision und begann weitere Projekte unter der Leitung von Pierce. Nachdem es wegen finanziellen Problemen und Unstimmigkeiten über den weiteren Kurs von World Vision zu Auseinandersetzungen im Direktorium gekommen war, trat der auch unter gesundheitlichen Problemen leidende Pierce 1967 zurück. Bei diesen Auseinandersetzungen spielte der damalige Exekutiv-Vizepräsident Ted Engstrom eine zentrale Rolle, der dafür verantwortlich war, dass die Verwaltung und die Finanzen neu geordnet und verstärkt betriebswirtschaftliche Grundsätze im Management angewendet wurden.  Nachfolger von Bob Pierce wurde Walter Stanley („Stan“) Mooneyham (Präsident von 1969 bis 1982), der zuvor Pressechef von Billy Graham und im Jahr 1974 Organisator des ersten Kongresses für Weltevangelisation war, der Auftakt der Lausanner Bewegung, die christliche Mission weltweit fördert.
World Vision International war von 1966 an die Bezeichnung, unter der World Vision Inc. im Geschäftsverkehr auftrat. Nach der Registrierung 1977 wurde diese Bezeichnung, obwohl weiter bis 2004 auf World Vision Inc. registriert, für die Dachorganisationen verwendet, da diese die vorher von World Vision Inc. ausgeübte internationale Führungsfunktion weitgehend übernahm. Die Gründungsorganisation World Vision Inc., nunmehr überwiegend als Supportorganisation in den USA tätig, wurde von da an als World Vision US bezeichnet.
Mooneyham führte den Veränderungsprozess von World Vision weiter. Nachdem World Vision Mitte 1970er Jahre, verursacht durch das Voranrücken des Kommunismus in Indochina, eines ihrer damaligen Haupteinsatzgebiete verlor und in eine Krise stürzte, reagierte die Organisation, indem nun Hilfsprojekte in Lateinamerika und Afrika in den Fokus rückten. 1976 entstand der Länderzweig Österreich, 1978 World Vision Deutschland. Im selben Jahr waren World Vision International und die US-Vertretung des „Lausanner Komitees für Weltevangelisation“ Sponsor der „Nordamerikanischen Konferenz über Evangelisation unter Moslems“ vom 15. bis 21. Oktober 1978 in Glen Eyrie, Colorado Springs. Von 1982 bis 1984 leitete Ted W. Engstrom World Vision International, dessen stellvertretender Präsident er bereits 19 Jahre war, zudem leitete er von 1980 bis 1987 World Vision USA. Engstrom wurde von Tom Houston als Präsident abgelöst, der das Amt bis 1988 bekleidete. Der Nachfolger von Houston war Graeme Irvine.
Unter Mooneyham ließ die massive Unterstützung der Evangelisation nach, da nur bei Einhaltung der US-amerikanischen Richtlinien für Hilfsorganisationen eine finanzielle Unterstützung durch die U.S. Agency for International Development beantragt werden konnte. Gleichzeitig wurde mit Fernsehwerbung ein breiterer Spenderstamm beworben, der über die evangelikalen Kirchen und privaten Dokumentationsvorführungen hinausging. Unter Mooneyham erfuhr zudem die viel kritisierte Praxis, einzelne Kinder zu begünstigen, einen Wandel. World Vision ging immer mehr dazu über, ganze Orte oder Regionen zu fördern und dies mit dem einzelnen Patenkind zu bewerben.
Im Jahr 1995 gab es eine Zäsur: Die bisher zentral geführte Organisation gab sich in der Zusammenarbeit mit ihren Unterorganisationen in anderen Ländern eine föderale Struktur. Diese wird unter anderem in der multinationalen Besetzung des International Board und des International Council sichtbar. Die zentrale Leitung wich gleichberechtigter Partnerschaft. Die nationalen Büros sind dem von World Vision USA seither hierarchisch gleichgestellt, sie gelten als selbstständig und für die Projektauswahl, -durchführung, -überwachung und -evaluation sich selbst und den Spendern gegenüber verantwortlich. Dabei sollen sie sich an international anerkannten Regeln und Normen im Bereich der Entwicklungszusammenarbeit und die jeweiligen gesetzlichen Bestimmungen halten. 1998 entdeckte World Vision International bei World Vision Österreich eine Veruntreuung von Spendengeldern und entzog diesem Landesbüro das Recht, sich World Vision nennen zu dürfen. Es entstand ein Nachfolgeverein, der heute österreichisches Mitglied von World Vision International ist.
Im September 2009 löste der Kanadier Kevin Jenkins, vorher Direktoriumsmitglied von World Vision Kanada und Vorsitzender der kanadischen Sektion der in Colorado Springs beheimateten evangelikalen Jugendorganisation Young Life, Präsident Dean R. Hirsch (seit 1996) ab; dabei wurde die Hauptverwaltung von World Vision International nach London verlegt.
Aus einer US-amerikanischen Organisation hat sich, nach eigenen Angaben, durch die Gründung weiterer Nationalbüros zunehmend eine international agierende Organisation entwickelt. Aus einer zu Beginn christlich konservativen Organisation habe sich eine, in der Selbstdarstellung, heute allen großen christlichen Strömungen offene Organisation herausgebildet.
Im Jahr 2016 wurde Mohammed el-Halabi, Leiter von World Vision Gaza, in Israel festgenommen und angeklagt, weil er Hilfsgelder in Höhe von bis zu 45 Millionen Euro (jährlich 6,4 Millionen Euro, etwa 60 Prozent des Jahresbudgets von World Vision Gaza) an die im Gazastreifen herrschende Terrororganisation Hamas weitergeleitet haben soll, die das Geld in militärische Projekte wie den Bau unterirdischer Tunnel sowie Waffenkäufe investiert habe. Daraufhin setzten unter anderem Australien und Deutschland Hilfszahlungen aus. Worldvision bezeichnet die Vorwürfe als unglaubwürdig, da el-Halabi nur bis 15.000 $ zeichnungsberechtigt gewesen sei und da er erst 2014 die Gesamtverantwortung für die Tätigkeiten im Gazastreifen erhalten habe. Das Bezirksgericht in Beʾer Scheva sah es als erwiesen an, dass el-Halabi Gelder an die Hamas umleitete. Er wurde im Juni 2022 für schuldig befunden und im August 2022 zu zwölf Jahren Haft verurteilt. Am 1. Feber 2025 wurde er im Rahmen des Waffenstillstandsabkommens zwischen Israel und der Hamas vom 15. Januar 2025 enthaftet.

## Organisation
World Vision hat 48 nationale Landesbüros. Die Projekte werden in den Einsatzländern über die Landesbüros und deren Mitarbeiter umgesetzt.

### Organisationsstruktur
Die Struktur des heutigen World Vision ist eine Art von Föderation, bei der alle eigenständig registrierten nationalen Büros formal in etwa gleichen Einfluss auf Entscheidungen des Dachverbandes World Vision International haben, umgekehrt aber der zentrale Dachverband eine unterschiedlich starke Kontrolle der nationalen Büros ausübt. Konkret sind drei Kategorien von nationalen Büros zu unterscheiden:
1. unselbständige nationale Zweigbüros unter starker Managementkontrolle der Zentrale,
2. eigenständig registrierte nationale Büros, die sich verpflichtet haben, für kritische interne Entscheidungen die Zustimmung der Zentrale einzuholen,
3. eigenständig registrierte nationale Einheiten, die weitgehende Autonomie in internen Entscheidungen haben, von denen aber erwartet wird, sich freiwillig mit der Zentrale abzustimmen.[66]

In allen eigenständig registrierten Nationalbüros ist der Präsident von World Vision International entweder durch einen von ihm entsendeten Beauftragten im jeweiligen Kontrollgremium vertreten oder dort bei bedeutenderen Nationalbüros auch selbst Mitglied.
Alle Nationalbüros haben den „Covenant of Partnership“, die international anerkannten Regeln und Normen im Bereich der Entwicklungszusammenarbeit und die jeweiligen gesetzlichen Bestimmungen einzuhalten (siehe World Vision Deutschland). Der Covenant of Partnership regelt z. B. dass Richtlinien und Entscheidungen des World Vision International Boards von den Landesorganisationen zu akzeptieren sind. Außerdem darf kein Büro oder Programm außerhalb der nationalen Grenzen der jeweiligen Landesorganisation ohne Zustimmung von WVI etabliert werden, und Spendengelder, welche die jeweilige nationale Landesorganisation außerhalb der eigene Landesgrenzen verwendet, müssen in der Regel über WVI zu übersendet werden. Der Covenant erlaubt WVI die Finanzen der nationalen Organisationen zu überprüfen und zu bewerten.
World Vision International ist zusammen mit den Nationalbüros in 98 Ländern tätig. World Vision beschäftigt 40.000 Mitarbeiter, wovon ein Großteil in den Projekten vor Ort beschäftigt sind und sich aus Fachkräften des jeweiligen Landes zusammensetzen. Ein relativ hoher Prozentsatz der Mitarbeiter besteht aus Nichtchristen. Während das lokale Management z. T. in der Hand von Nichtchristen liegt, besteht das höhere Management entsprechend der Grundsätze World Visions ausschließlich aus Christen. Die Hilfsorganisation baut ihre Arbeitsbeziehungen vor Ort nach eigenen Angaben auf „Mitbestimmung, Partnerschaft, Ehrlichkeit und die Förderung des Einzelnen wie der Gemeinschaft“ auf.
Als eine der weltweit größten Nichtregierungsorganisationen betrug das Spendenaufkommen in monetärer und nicht-monetärer Form im Finanzjahr 2008 rund 2,6 Mrd. US-Dollar. Einen „sorgfältigen Umgang mit Finanzen“ sieht sie als Selbstverpflichtung an. Die Mitgliedsorganisationen haben in den meisten Ländern, in denen es für Organisationen mit Kinderpartnerschaften Spendensiegel gibt (bspw. in Deutschland und Österreich), solche Siegel, nur nicht in der Schweiz.

### Nationale Organisationen

#### World Vision Deutschland
World Vision Deutschland (WVD) wurde 1979 gegründet und zählt heute zu den eigenständig registrierten nationalen Büros von World Vision. Der Verein trägt das Spenden-Siegel des Deutschen Zentralinstituts für soziale Fragen (DZI).
Seit 2005 engagiert sich die WVD in Deutschland zunehmend im Bereich der entwicklungsbezogenen Bildungsarbeit, mit Bildungsförderung, Bildungsforschung und Armutsbekämpfung. Beispiele dafür sind die Kinderstudie (Klaus Hurrelmann im Auftrag des World Vision Institut für Forschung und Entwicklung), der deutsche Kinderpreis und das Deutsche Institut für Armutsbekämpfung. Neben der langfristigen Entwicklungszusammenarbeit und humanitärer Hilfe versucht WVD seit 2006 von seinem Hauptstadtbüro aus, politische Entscheidungsträger verstärkt für die Bekämpfung der Armut und gerechtere Strukturen zu gewinnen.

#### World Vision (Vereinigte Staaten)
World Vision Inc., auch World Vision United States genannt, war die erste World Vision-Organisation (siehe unter Geschichte). Es hat seine Marke jedoch an World Vision International weitergegeben.
World Vision Inc. hat seine Außendarstellung dahingehend geändert, dass sie sich nicht mehr als klassisches Missionswerk verstehen, sondern als christliches Hilfswerk der Entwicklungszusammenarbeit und humanitären Nothilfe. Sein primäres Ziel ist auch in der Sekundärliteratur nicht mehr die Christianisierung, sondern die Bekämpfung der Armutsursachen (Hilfe zur Selbsthilfe).
Die Organisation ist als religiöse Organisation anerkannt und darf daher Stellenausschreibungen auf Christen beschränken.
In den USA kommt es häufig zu einer Zusammenarbeit mit Entwicklungshilfeprogrammen der Regierung. Die Vereinigten Staaten wickeln einen Teil ihrer Entwicklungs- und Flüchtlingshilfe, so zum Beispiel Teile von USAID, über World Vision Inc. ab, das so von manchen als Ausführungsorgan der Vereinigten Staaten von Amerika angesehen wird. Besonders die Tätigkeit während des Vietnam-Krieges wird kritisch kommentiert. In Ecuador wurde ihr vorgeworfen, die Hilfen ausschließlich durch evangelische Führer zu verbreiten. Nach dem Tsunami vom 26. Dezember 2004 gingen sehr früh sehr viele Spendengelder ein und es wurde kritisiert, dass die Spendengelder zu langsam verteilt würden.

#### World Vision Österreich
World Vision ist seit 1976 in Österreich tätig. Dem ersten in Österreich aktiven Verein „World Vision Österreich – Christliches Hilfswerk“ wurden nach einer Buchprüfung durch World Vision International die Namensrechte entzogen, weil die Geschäftsführung Spendengelder abgezweigt hatte, die unter anderem zur konservativen Paneuropa-Union und den Wahlkampf des ÖVP-Kandidaten für das Europaparlament, Karl Habsburg, flossen. Die Nachfolgeorganisation World Vision Österreich – Gesellschaft für Entwicklungshilfe und Völkerverständigung (World VisionÖ) ist seit 1998 aktiv und seit 1999 neuer Partner von World Vision International. Im neuen Verein wird besonders auf verantwortungsvollen Umgang mit den Spendengeldern und öffentliche Nachvollziehbarkeit geachtet sowie Wert darauf gelegt, dass keine Verbindung zum Vorgänger besteht.
World Vision Österreich gehörte am 14. November 2001 zu den ersten 44 Organisationen, die das Österreichische Spendengütesiegel verliehen bekamen, und betreut und betreute Entwicklungsprojekte in den Ländern Chile, Eswatini, Ghana, Indien, Indonesien, Malawi, Mosambik, Myanmar, Sierra Leone und Vietnam.

#### World Vision Schweiz
World Vision Schweiz wurde 1982 gegründet. World Vision Schweiz verfügt über das NPO-Label für Management Excellence und ist ISO 9001 zertifiziert. Von der Independent Development Experts Association (IDEAS) wurde Wold Vision Schweiz mit dem ersten Platz honoriert. World Vision Schweiz finanzierte im Jahr 2006 in 19 Ländern insgesamt 42 regionale Entwicklungsprojekte, unterhielt in 16 Ländern 34 sektorielle Projekte und leistete in den Krisenregionen der Welt Not- und Katastrophenhilfe. Das Spendenvolumen lag 2011 bei 57,7 Millionen Schweizer Franken.
Sektorielle Projekte führt World Vision Schweiz unter anderem in den Bereichen Straßenkinder, Traumaverarbeitung, HIV/Aids und Mädchenbeschneidung durch. In der Schweiz wird ein Spendensiegel durch die ZEWO an Patenschaftsorganisationen, wie World Vision, die Einzelkinderpatenschaften fördern oder selbst vermitteln, grundsätzlich nicht erteilt.
Beim evangelikalen Hilfswerk in der Schweiz haben im Frühjahr 2012 der Geschäftsführer (CEO), der Marketingchef sowie die beiden Verantwortlichen für die Bereiche Social Media und Public Marketing gekündigt, auch zwei Grosskundenbetreuer kehrten der Organisation den Rücken. Streitpunkt war die verstärkte Ausrichtung auf Kinderpatenschaften, mit der sie nicht einverstanden waren.

### Internationale Vernetzung
Als eine Organisation, die sich nach eigenen Angaben als überkonfessionell versteht, betont World Vision International „den Dialog mit Kirchen und die Zusammenarbeit mit anderen humanitären Hilfswerken“. Projekte ohne Spendenpatenschaften, wie die aus dem Bereich der humanitären Hilfe, werden überwiegend durch Kooperationen mit öffentlichen Gebern oder UN-Organisationen abgewickelt (vor allem das Welternährungsprogramm der Vereinten Nationen, WFP).
World Vision International hat Beratungsstatus beim Wirtschafts- und Sozialrat der Vereinten Nationen (ECOSOC), bei UNICEF und dem Flüchtlingskommissariat der Vereinten Nationen (UNHCR).
World Vision International arbeitet eng zusammen mit dem Welternährungsprogramm der Vereinten Nationen (WFP), der WHO, der UNCTAD, dem Hohen Kommissar der Vereinten Nationen für Menschenrechte (UNHCHR), der Welthandelsorganisation (WHO), dem Entwicklungsprogramm der Vereinten Nationen, der Weltbank, dem United Nations Research Institute for Social Development, der Internationalen Arbeitsorganisation und dem Gemeinsamen Programm der Vereinten Nationen zu HIV/AIDS (UNAIDS).
World Vision International ist Mitglied bei den internationalen NGOs Liaison Committee of European
Union Non-governmental Development Organizations, Voluntary Organisations in Cooperation and Emergency (VOICE), Ständigen interinstitutioneller Ausschuss, NGO Committee on the Status of Women, NGO Group of the Convention on the Rights of the Child, Conference of NGOs in Consultative Relationship with ECOSOC (CONGO), NGO Forum for Health, Federation of International Institutions in Geneva, NGO Coalition Against Land-Mines, Interfaith Group on Building Community around Children, International Center for Trade and Sustainable Development, International Baby Food Action Network, Inter-Agency Advisory Group on Refugee Health.
World Vision International ist Vorstandsmitglied des NGO Komitee von UNICEF (Als Vorsitzende) und des Steering Committee of the International Coalition to Stop the Use of Child Soldiers.
Sie ist zudem vom Weltkirchenrat (ÖRK) als internationale ökumenische Organisation anerkannt.
Über die Abteilung Missions Advanced Research and Communications Center (MARC) / World Vision Resources mit dem Schwerpunkt Missionswissenschaft ist World Vision International in der evangelikalen Lausanner Bewegung und deren weltweite Missionbemühungen involviert.

## Schwerpunkte der Arbeit
World Vision International und World Vision USA haben sich seit der Entstehung von World Vision USA im Jahr 1950 unter anderem durch Spendenbeiträge zur Förderung von Kindern, deren Familien und regionaler Entwicklungsprojekte engagiert.

### Kinder
World Vision International ist die größte Organisation, die mit Spenden für Kinder finanziert wird. Im Jahre 2009 förderte World Vision International 3,6 Millionen Kinder direkt durch Kinderpatenschaften und Millionen andere Kinder indirekt ohne Ansehen von Religion, Rasse, Ethnie oder Geschlecht. Diese Spenden sind die Basis von World Vision Internationals kinderzentriertem Ansatz der Entwicklungshilfe.
Während des G8-Gipfels 2010 beteiligte sich World Vision International mit einer symbolischen Torte mit fünf Kerzen am Protest dagegen, dass die G8 und besonders Deutschland sich nur begrenzt an der Muskoka-Initiative beteiligen wollten, die Millenniumsziele, den Tod von Kindern unter fünf Jahren bis 2015 um zwei Drittel und bei Müttern um drei Viertel zu reduzieren. World Vision International beklagte am Ende, dass die aufgrund ihrer G8-Initiative auf 5 Mrd. erhöhten Gelder erstens nicht ausreichten und teilweise durch Umschichtungen der Entwicklungsetats zustande gekommen seien. So überlebten zwar künftig mehr Kinder, dafür bekämen sie jetzt eine schlechtere Schulbildung.

### Langfristige Entwicklungszusammenarbeit und Aufklärung

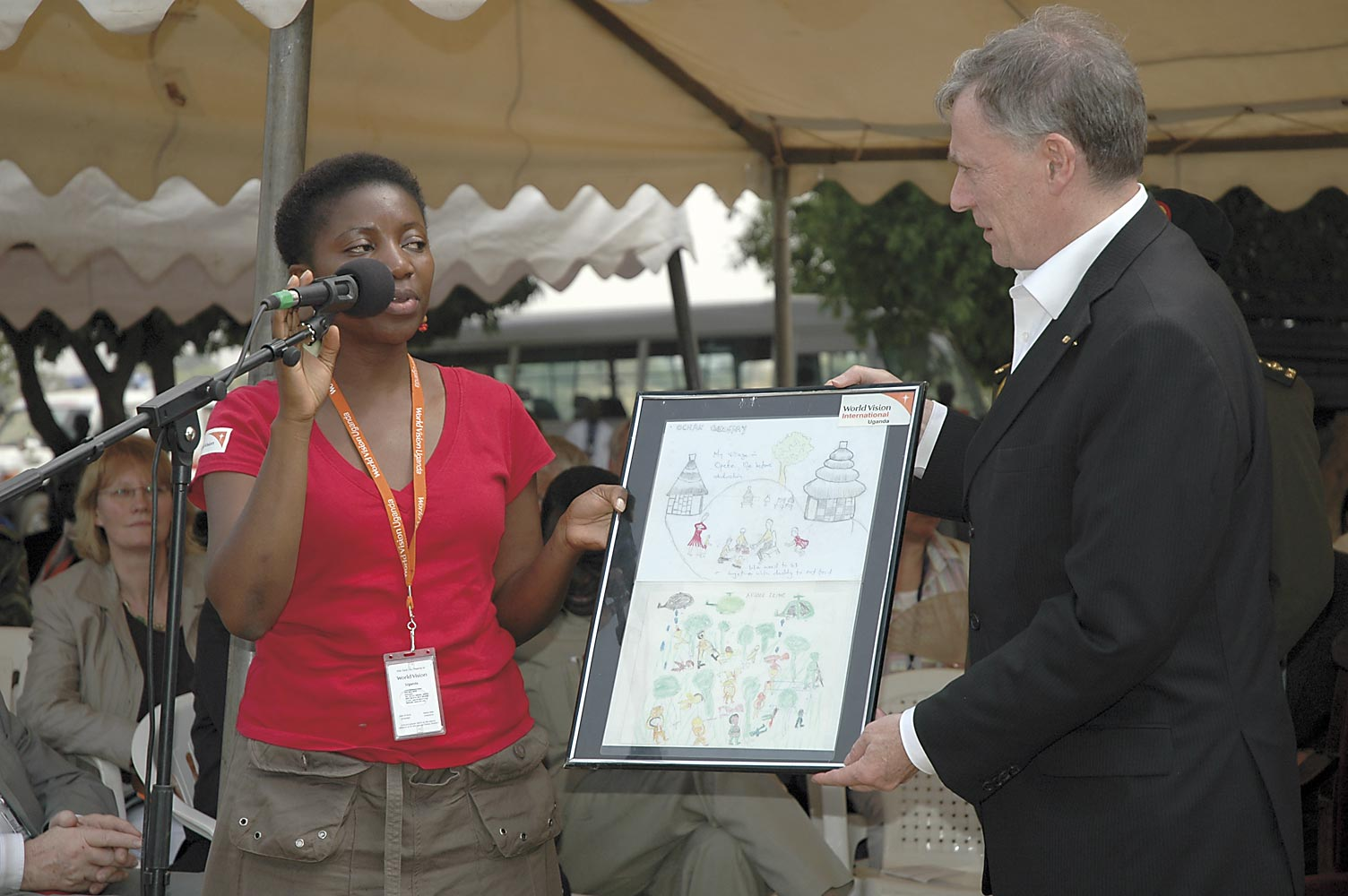
Rudo Kwaramba (li.), Direktorin von World Vision Uganda, überreichte dem deutschen Bundespräsidenten Horst Köhler im Februar 2008 ein Bild von Kindern aus dem Flüchtlingslager „Coo Pe“

Ab Mitte der 1980er Jahre fand, bedingt durch die Dürrekatastrophen in Äthiopien, eine Umorientierung der Arbeit statt: langfristige Programme statt karitativer Hilfe, Gemeinwesenorientierung statt individueller Kinderförderung, Internationalisierung statt zentralistischer Leitung rückten in den Vordergrund. Zunehmend ergänzen heute Lobbyarbeit und entwicklungspolitische Bildung die humanitäre Hilfe. Dies alles führt zu einer zunehmenden Vernetzung und Kooperation auch mit anderen Entwicklungsorganisationen.
Der Kern der Arbeit von World Vision ist heute die langfristige Entwicklungszusammenarbeit. Projekte werden zusammen mit der ansässigen Bevölkerung in den jeweiligen Entwicklungsländern entwickelt und durchgeführt. Um Synergieeffekte zu nutzen, werden die Projekte für größere Regionen – häufig mit mehr als 100.000 Einwohnern – konzipiert. Die Nachhaltigkeit der Entwicklung wird durch lange Projektlaufzeiten (mehr als 12 Jahre) und durch parallele Verbesserungen in unterschiedlichen Bereichen (Bildung, Gesundheitsversorgung, Nahrungssicherung, Einkommensförderung, AIDS-Bekämpfung, Aufklärungsarbeit) sichergestellt.
Das Wirken von World Vision International wurde besonders im Hinblick auf das Wirken in Lateinamerika sowie in Asien, als eng verknüpft mit den außenpolitischen Interessen der Vereinigten Staaten kritisiert. Skeptisch wurde die starke Unterstützung gesehen, die World Vision International für ihr Wirken in Kambodscha und Vietnam durch USAID während des Vietnamkriegs erhielt, weswegen World Vision Inc., dessen Gründer Robert Pierce beispielsweise durch Kampagnen in China aktiv dem Kommunismus entgegenwirken wollte, als ein Produkt des Kalten Krieges genannt wird.
Die katholische Organisation Pax Christi nannte World Vision International im Hinblick auf deren Wirken in Ecuador als ein „Trojanisches Pferd“ der US-Außenpolitik. Beklagt wurde die Diskrepanz zwischen Worten und Taten, da die Gruppe sich zwar christlich und nicht evangelisch nennen würden, sie ihre Hilfe aber ausschließlich durch evangelische Führer verbreite.

### Humanitäre Hilfe

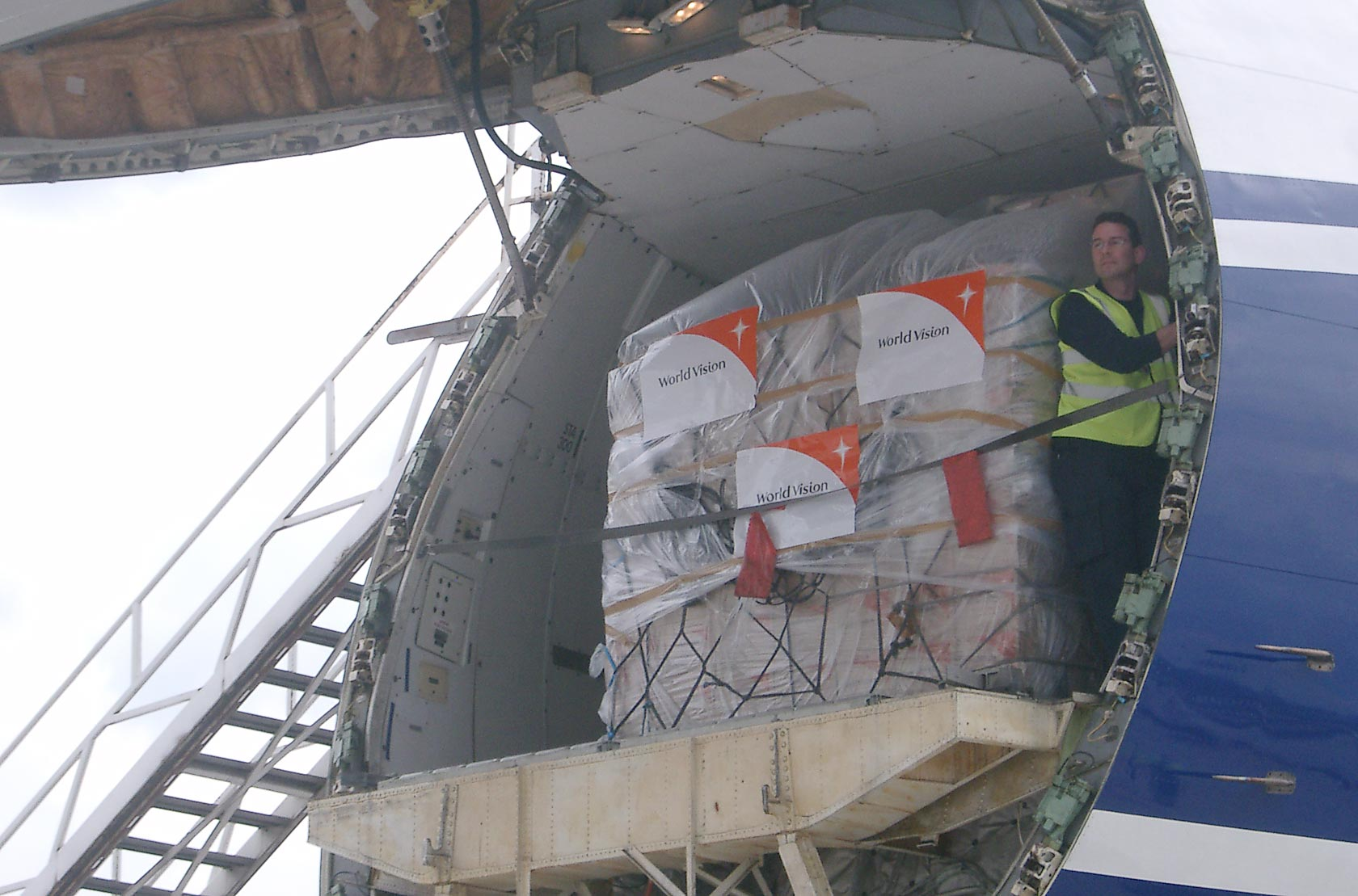
World-Vision-Hilfsflug nach Myanmar zur Katastrophenhilfe nach dem Zyklon Nargis

Einen weiteren Schwerpunkt der Arbeit von World Vision bildet die humanitäre Hilfe. Dazu zählt, dass Bevölkerungsgruppen, die von längeren Krisen (insbesondere aufgrund von anhaltenden Konflikten oder Kriegen) betroffen sind, die notwendige Hilfe erhalten (beispielsweise unter Krieg und Hunger leidende Flüchtlinge). Dabei wird ein System entwickelt und eingeführt, das ein Frühwarnsystem und ein geeignetes Handlungsinstrumentarium darstellt. Dieses System beinhaltet den „Do no Harm“-Ansatz. Die von Mary B. Anderson popularisierte Grundregel der Nothilfe und Entwicklungszusammenarbeit besagt, dass jede Maßnahme kritisch darauf überprüft werden muss, ob sie nicht ungewollte Konfliktverschärfungen hervorrufen kann. Unter Friedensförderung versteht die Organisation, dass Netzwerke von sozialen Beziehungen (wieder)hergestellt, die Ursachen von Gewalt analysiert und eine gewaltfreie Bewältigung von Konflikten hin zu gerechten Lebensverhältnissen gefördert werden.
So half die Hilfsorganisation beispielsweise unmittelbar nach dem Tsunami vom 26. Dezember 2004 in den betroffenen Gebieten bedürftigen Menschen mit Nahrungsmitteln, Kleidung und Notunterkünften. Etwa ein halbes Jahr später begann die Organisation mit dem langfristigen Wiederaufbau, und bei diesem Sachstand sieht man die Verknüpfung von humanitärer Hilfe mit der langfristigen Entwicklungshilfe. Inzwischen sind diese Maßnahmen weitestgehend abgeschlossen.
Die Praxis der Alliance for Food Aid, zu der World Vision International gehört, in den USA produzierte und stark subventionierte Lebensmittel auf dem afrikanischen Markt zu günstigen Preisen zu verkaufen, wurde sowohl von CARE, dem Government Accountability Office, als auch dem früheren US-Präsidenten Jimmy Carter kritisiert und als ineffizient bezeichnet. So werde ein Drittel der aufgewendeten Mittel für den Transport ausgegeben. Außerdem werden lokale afrikanische Landwirte durch die importierten Lebensmittel aus dem Markt gedrängt und somit selbst hilfsbedürftig. World Vision hingegen macht geltend, dass dieses Vorgehen Devisen im Land halte, starke Preissteigerungen kompensieren könne und den ansässigen Landwirten nicht schade. Mit den Einnahmen der Nahrungsmittelverkäufe finanzieren Hilfsorganisationen wie World Vision dann Gehälter und laufende Kosten.
World Vision und zehn andere Hilfsorganisationen, wie etwa Oxfam und Care International richteten anlässlich der Hilfe nach der Überschwemmungskatastrophe in Pakistan 2010 eine Bittschrift an die USAID, dass sie nicht mehr mit dem sonst obligatorischen Logo der amerikanischen Flagge auf jeder Hilfslieferung darauf hinweisen müssen, wenn sie mit amerikanischen Geldern arbeiten, weil das ihre Neutralität, die Sicherheit ihrer Mitarbeiter und der Hilfslieferungen in Pakistan gefährde. Viele internationale Organisationen verzichten in Pakistan auf ihre eigenen Logos, aber auf das Logo von USAID dürfen sie nur in den Stammesgebieten und in Khyber Pakhtunkhwa verzichten, für die USAID eine Ausnahme erteilt hat.

### Entwicklungspolitische Anwaltschafts- und Bildungsarbeit
„Unter Anwaltschaft versteht man in der Entwicklungszusammenarbeit den Versuch, in Entscheidungsprozessen im Norden – zum Beispiel in Deutschland oder der EU – Interessen der Menschen des Südens geltend zu machen.“ „Zu den Instrumenten dieser Anwaltschaft gehören nicht nur Lobby-Gespräche mit Politikern, sondern auch Kampagnen und die Aufklärung der Öffentlichkeit.“
Neben der langfristigen Entwicklungshilfe und der humanitären Nothilfe engagiert sich World Vision auch im Bereich der entwicklungspolitischen Anwaltschaftsarbeit, die das Ziel hat, ungerechte Verhältnisse und Strukturen zu ändern. Unter Anwaltschaftsarbeit versteht World Vision Lobbyarbeit mit politischen Entscheidungsträgern sowie Kampagnenarbeit, Publikationen, Ausstellungen und Aktionen für die breite Öffentlichkeit. Neben dem oben genannten soll durch diese Arbeit eine Verbesserung der Lebenssituation armer, benachteiligter und unterdrückter Menschen erreicht und auf entwicklungspolitische Anliegen aufmerksam gemacht werden. So nimmt World Vision Deutschland zum Beispiel an der Erlassjahrkampagne zur Entschuldung hoch verschuldeter Länder teil und ist Mitglied der VENRO-Kampagne Deine Stimme gegen Armut, des Aktionsbündnisses gegen AIDS, der Deutschen Koordination Kindersoldaten, des Deutschen Aktionsnetz Kleinwaffen Stoppen (DAKS), der Plattform Zivile Konfliktbearbeitung und von Gemeinsam für Afrika (GfA). Die Themenschwerpunkte sind HIV/Aids und Gesundheit, Friedensförderung und das Erreichen der Millenniumsentwicklungsziele.
Ziel der entwicklungspolitischen Bildungsarbeit von World Vision ist es, die Umsetzung gerechter und nachhaltiger Strukturen zu fördern und zur Reflexion über das eigene Verhalten anzuregen. Beispiele für entwicklungspolitische Bildungsarbeit sind die deutsche TROTZ-AIDS-Kampagne, World VisionConnect, Challenging Injustice und Education and Justice.

## Finanzierung
World Vision finanziert sich durch Spenden und durch öffentliche Zuschüsse. World Vision bietet Spendern als bekanntestes Finanzierungsinstrument ein Patenschaftsmodell an, bei dem regelmäßig gleichbleibende Beträge gespendet werden. Das Patenschaftskonzept von World Vision International änderte sich im Laufe der Geschichte der Organisation. Wurden anfangs vorwiegend Waisenheime und Schulen und später kleine Dorfentwicklungsprojekte gefördert, so werden heute großflächig angelegte Regionalentwicklungsprogramme durchgeführt, bei denen die Patenschaftsbeiträge zur Finanzierung von multisektoralen Hilfsmaßnahmen herangezogen werden.
Werbung für Patenschaften stand wiederholt in der Kritik, die sich unter anderem gegen die von einigen Kritikern als paternalistisch bezeichneten Züge der Hilfsform „Kinderpatenschaft“ richtete. World Vision bediente sich bis Ende 2004 einer katalogartigen Werbung, mit der Spendern verschiedene Kinder als ihr „Wunschkind“ zur Auswahl angeboten wurde. World Vision hat seitdem solche katalogartige Werbung eingestellt.
Die schweizerische Stiftung ZEWO, die Hilfswerke mit Sitz in der Schweiz hinsichtlich ihrer Transparenz und Lauterkeit überprüft, kritisiert am von World Vision International vertretenen Patenschaftsmodell, dem auch World Vision Deutschland angeschlossen ist, dass „eine Organisation (…) für ihre Projekte sammeln [soll] und nicht aus Marketinggründen Kinder instrumentalisieren und mit persönlichen Patenschaften werben [soll.]“. World Vision entgegnet, „den Paten werde kommuniziert, dass ihre Spende auch der Familie und der ganzen Dorfgemeinschaft zugute komme. Die Zewo sei die weltweit einzige Zertifizierungsstelle, die das Modell von World Vision nicht akzeptiere.“ Das Beispiel World Vision zeige, so die NZZ, „dass grundsätzlich auch Organisationen, die über kein Gütesiegel verfügen, das Vertrauen der Spender verdienen können.“
Im Jahr 2009 wurde im Rahmen einer Kampagne verschiedenen Patenschaftsorganisationen, auch World Vision, vorgehalten, dass sie nicht ausreichend darauf hinwirkten, dass von ihnen betreute Patenmädchen konkret vor der Beschneidung weiblicher Genitalien geschützt werden. Die Organisationen würden angeblich dulden, dass hunderttausende von ihnen betreute Mädchen an den Genitalien verstümmelt würden. Es wurde gefordert, dass die Organisationen ihre „Marktmacht“ geltend mache und die Unversehrtheit der Patenkinder zur Bedingung für finanzielle Unterstützung. Mittels regelmäßiger Gesundheitskontrollen durch World Vision solle die Unversehrtheit der Mädchen in den Projektländern überprüft werden.
Die Patenorganisationen verweisen auf Projekte, die Aufklärungsarbeit leisten und der Beschneidung alternative Rituale gegenüberstellten. Die Wirksamkeit dieser Projekte ist schwer zu belegen, da die Patenschaftsorganisationen keine medizinischen Untersuchungen bezüglich der Unversehrtheit der Patenkinder durchführen lassen.

### Jährlicher Bericht
World Vision International veröffentlicht seine Finanzen im Internet. 2009 erhielt es Geld und Sachspenden im Wert von 2,575 Milliarden Dollar (Stand September 2010: rund 2 Mrd. Euro). Davon wurden 58 Prozent in internationale Entwicklungsprogramme investiert, 27,7 Prozent in Not- und Katastrophenhilfe, 8,5 Prozent in Spendergewinnung, 4,6 Prozent in Verwaltung und 1,2 Prozent für lokale Bildungsförderung, Anwaltschaftsarbeit und Sonstiges.
Im Jahr 2009 wurde mit einer Milliarde Dollar (43,7 Prozent) der Hauptteil der Finanzen nach Afrika transferiert. 18,1 Prozent wurden in Asien und dem Pazifik, 13,2 Prozent in Nordamerika, 12,2 Prozent in Lateinamerika und der Karibik, 6,4 Prozent im Mittleren Osten und Osteuropa, 1,9 Prozent in Australien und Neuseeland sowie 4,5 Prozent in andere internationale Programme investiert.

### Spendeneingang und Verwendung
| Jahr | Hilfe für Personen in Mill. US$ | Anzahl Kinder- patenschaften in Mill. | Spenden in Mrd. US$ | Aufwendungen für Werbung, Fundraising & Öffentlichkeitsarbeit in Mill. US$ | Länder | Mitarbeiter |
| ---- | ------------------------------- | ------------------------------------- | ------------------- | -------------------------------------------------------------------------- | ------ | ----------- |
| 2000 | 75                              | 1,2                                   | 0,886               | 102,4                                                                      | 89     | 13.500      |
| 2001 | 75                              | 1,9                                   | 0,9642              | 106,6                                                                      | 92     | 14.000      |
| 2002 | 85                              | 2,1                                   | 1,032               | 113,0                                                                      | 96     | 18.000      |
| 2003 | 100                             | 2,2                                   | 1,25                | 122,5                                                                      | 99     | 20.000      |
| 2004 | 100                             | 2,4                                   | 1,546               | 142,7                                                                      | 96     | 22.500      |
| 2005 | 100                             | 2,7                                   | 1,97                | 170,0                                                                      | 96     | 23.000      |
| 2006 | 100                             | 3,0                                   | 2,1                 | 188,0                                                                      | 97     | 23.000      |
| 2007 | 100                             | 3,4                                   | 2,2                 | 215,0                                                                      | 98     | 31.000      |
| 2008 | 100                             | 3,6                                   | 2,6                 | 234,1                                                                      | 98     | 40.000      |

Aufgrund mangelhafter interner Kontrollen konnte ein ranghoher Angestellter von World Vision zusammen mit zwei weiteren Mitarbeitern in den Jahren 2005 und 2006 in Liberia mehr als eine Million US-Dollar an Hilfsmitteln veruntreuen. Nach einem anonymen Hinweis sorgte World Vision dafür, dass dieser Vorgang zur Anzeige gebracht wurde. In einer Erklärung gab World Vision an, inzwischen verbesserte Kontroll- und Überwachungsmechanismen implementiert zu haben. Nur für 9 Prozent der nach Liberia geflossenen Nahrungshilfen konnte bis zum 5. Juni 2009 eine Weiterleitung an Bedürftige nachvollzogen werden.